# Орасіо Картес
Орасіо Мануель Картес Хара (ісп. Horacio Manuel Cartes Jara, нар. 5 липня 1956) — Президент Парагваю (2013—2018). Власник харчових підприємств та найстарішого парагвайського футбольного клубу «Лібертад».

## Біографія
Народився в родині великого парагвайского бізнесмена, що працював у харчовій індустрії.
На президентських виборах 2013 представляв консервативну Партію Колорадо.
Також займається бізнесом, пов'язаним із тютюном, напоями та м'ясною продукцією, йому належить 12 компаній. 1989 Картес засуджений за фінансові махінації, але згодом звинувачення знято.
2000 поліція затримала у його маєтку літак, навантажений наркотиками (марихуаною та кокаїном), але Картес уникнув покарання, стверджуючи, що літак здійснив екстрену посадку.
Орасіо Картес обійняв посаду президента 15 серпня 2013.
У березні 2017 за ініціативи Орасіо Картеса планувалося внесення змін до Конституції, за якими він міг балотуватися вдруге. Це спричинило демонстрації і вуличні протести в Парагваї.